# 伊爾汗·庫楚克
伊尔汗·库楚克（1985年9月16日—）是保加利亚籍土耳其裔欧洲议会议员，隶属争取权利和自由运动，曾经多次反对新疆再教育营。2021年3月22日，中华人民共和国外交部宣布对库楚克等10名人员和4个实体实施制裁。